# 月は無慈悲な夜の女王 (TRPGリプレイ)
月は無慈悲な夜の女王（つきはむじひなよるのじょおう）はテーブルトークRPG(TRPG)『ナイトウィザード』のリプレイ作品。2008年2月に発売されたナイトウィザードのファンブック『フライ・ミー・トゥ・ザ・ムーン』に書き下ろし作品として掲載された。
リプレイの執筆はゲームマスターでもある伊藤和幸が担当。イラスト担当はみかきみかこと真琴。

## 概要
リプレイが掲載されたファンブック『フライ・ミー・トゥ・ザ・ムーン』は、『リーチ・フォー・ザ・スターズ』、『パワー・オブ・ラブ』に続くナイトウィザードのファンブック第三弾ということで、過去二作と同じくリプレイに関連するボイスドラマが付属している。
このボイスドラマ「無常の月」はリプレイ「月は無慈悲な夜の女王」を原作とし、その登場人物の一人「月代一臣」をメインにリプレイの物語に月代の過去の描写が追加されている形になっている。本項目ではこのボイスドラマについても併せて解説する。
リプレイのプレイヤーは前作のファンブックから声優の植田佳奈、F.E.A.R.の菊池たけし、それにナイトウィザード The ANIMATIONで志宝エリスを演じた宮崎羽衣、菊池と同じくF.E.A.Rの遠藤卓司である。
また、発売が延期になった「愛はさだめ、さだめは死」やルール体系は同じでもアニメの物語を背景にしたナイトウィザード The ANIMATIONのDVD限定版に収録されているリプレイ「ベル・ゲーム 〜虚像のエコー〜」とは違って、2ndの世界観（マジカルウォーフェア後の世界）を元にした事実上の最初のリプレイである。
本作のタイトルはロバート・A・ハインラインのSF小説『月は無慈悲な夜の女王』から、ボイスドラマ「無常の月」のタイトルはラリー・ニーヴンのSF小説『無常の月』からそれぞれ取られている。

## 登場人物

### プレイヤーキャラクター
プレイヤーによって操作するキャラクター。PC。名前の横にカッコで記述されているのはプレイヤー名である。ウィザードクラス及びスタイルクラスの横のレベルはそのリプレイ開始時のものである。
属性についてはスラッシュをはさんで左側が第一属性、右側が第二属性となる。
なお、各キャラクターの総合レベルは1であり、全てウィザードクラスLv.1、スタイルクラスLv.0となっている。
蘭堂舞（らんどう まい、宮崎羽衣）
ウィザードクラス：転生者
スタイルクラス：アタッカー
PC番号：PC1
属性：〈火〉 / 〈冥〉
解説：輝明学園秋葉原校高等部に入学したばかりの16歳の少女。数年前にウィザードとして覚醒したばかりで、ウィザードとしての実力は半人前。幼馴染の同級生であり、同じウィザード仲間の朔野美景とは非常に仲がよい。レーヴァテインという剣を持つ。
実は、朔野美景ともども、月の守護者の後継者になるはずだった凛華の転生体。舞自身も月の守護者の後継者の素質を持つ。
キャラクター作成時に「本当は大人しいが喧嘩っ早い子」となったが、プレイヤーの宮崎の性格が反映されたのか、GMの伊藤を動揺させるほど天然なキャラになってしまった。
月代一臣（つきしろ かずおみ、遠藤卓司）
ウィザードクラス：勇者
スタイルクラス：ディフェンダー
PC番号：PC2
属性：〈地〉 / 〈風〉
解説：45億5000万年前より、冥魔ハーティ＝マナガルムを月に封印してきた勇者の系譜の一人、455万代目の月の守護者。
8年前に自身の後継者であった凛華を自らの手で殺してしまう。そして、月の守護者の周期である1000年を越え、急速に力が衰えながらも凛華の転生体であり次代の月の守護者を探す旅をしている。
その途中、第八世界の守護者アンゼロットから次代の月の守護者は輝明学園秋葉原校高等部に通っている舞か美景であることを聞き、輝明学園へ向かう。
神宮寺百合子（じんぐうじ ゆりこ、植田佳奈）
ウィザードクラス：侵魔召喚師
スタイルクラス：キャスター
PC番号：PC3
属性：〈冥〉 / 〈天〉
解説：輝明学園秋葉原校高等部に通う高校2年生、17歳の少女。以前はお嬢様だったため上品な振る舞いをする。しかし、8年前に両親をゴルスに殺害される。その仇を討つために魔王リオン＝グンタと契約、魔王を使役する力を得る。
終盤、魔王アゼル＝イブリス（百合子のプレイヤーである植田自身が声をあてている）の力を用いてゴルスを討ち、本懐を遂げた。
両親の友人で命の恩人でもある月代一臣を「おじさま」と慕い敬っている。リプレイでは描写がほぼなかったが、ボイスドラマにおいては月代に慕情を抱いていることが語られている。
十文字冴絵（じゅうもんじ さえ、菊池たけし）
ウィザードクラス：聖職者
スタイルクラス：ヒーラー
PC番号：PC4
属性：〈水〉 / 〈天〉
解説：輝明学園秋葉原校高等部に通う高校2年生、17歳の少女。剣道部所属で神宮寺百合子のクラスメイト。額を斜めに走る古傷（普段は、前髪に隠されて見えない）がトレードマーク。
二年前まで「絶滅社」の所属の看護兵として、世界中の戦場を転々としていた。自身の部隊では一人も戦死者を出さなかったことから「生ける伝説」とされていたが、現在は傭兵としての任期を終えて普通の女子高生として暮らしている。
去年、三年生の卒業で剣道部唯一の部員となった上、顧問も転勤してしまった。そのため、廃部を阻止すべく部員勧誘に向かう。
「モノクロームの境界」でもPCとして登場している。また「愛はさだめ、さだめは死」、「星を継ぐ者」(『スターダスト・ティアーズ』版)にも挿絵でちらりと登場している。

### ノンプレイヤーキャラクター
GMが操作するキャラクター。NPC。
朔野美景（さくの みかげ）
輝明学園秋葉原校高等部に通う高校1年生で、蘭堂舞の幼馴染。凛華の転生体の一人。
舞のプレイヤーの宮崎のアドリブによって「ハスキーボイスが特徴」にされてしまった。
凛華（りんか）
月の守護者の後継者だったが、8年前、ゴルスの手により冥魔ハーティの支配下に堕ち、師匠であり現・月の守護者である月代の手により殺害される。
ハーティ＝マナガルム
”憎むもの”のふたつ名をもつ冥魔。45億5千万年前に世界の守護者の手によって月に封印されている。
ゴルス
ハーティ復活を目論む侵魔。8年前にも暗躍しており、神宮寺夫妻の殺害や凛華をそそのかして冥魔の支配下に堕とした。

### その他の登場人物・用語など
月の守護者
45億5千万年前、ハーティが封印された際に封印を維持するために世界の守護者が自分のプラーナを使って生み出した存在。
1000年周期でハーティの封印を守る存在を生み出し続ける。
月を堕とす者
月の守護者と対を為す存在。ハーティが封印される直前に残したハーティ自身のプラーナの一部を宿している者。
月の封印を解こうと暗躍する。

## 第二次古代神戦争
『月は無慈悲な夜の女王』は、『ナイトウィザード The 2nd Edition』と『セブン＝フォートレス メビウス』を連結する事件「第二次古代神戦争」の一環である。『ナイトウィザード』の時間軸上では200X+1年4月の出来事とされる。
リプレイ本編では一切語られていないが、今回の事件は魔王リオン＝グンタによる陰謀という裏設定がある（『フライ・ミー・トゥ・ザ・ムーン』掲載シナリオ「フライ・ミー・トゥ・ザ・ムーン」）。リオン＝グンタの最終目的は、月を用いて世界結界を破壊する事にあった。そのためには月の守護者という「システム」を、その存在理由たる冥魔ハーティ＝マナガルムごと除去する事が必要だったのだ。ゴルスの行動を放置していたのも、神宮寺百合子にウィザードとしての力を与えたのも、全ては月の守護者除去の布石に過ぎなかった。